# 宗国英
宗国英（1963年8月—），男，汉族，河南内黄人，中华人民共和国政治人物。南开大学经济研究所政治经济学专业毕业，在职研究生学历，经济学博士。曾任云南省人民政府常务副省长，现任云南省人大常委会副主任。

## 生平
1984年6月加入中国共产党。1986年毕业于成都地质学院。同年7月参加工作，先后任中国地质工程公司营业部干部、驻巴基斯坦办事处项目代表、工程项目组副经理，公司营业一部副经理、驻巴基斯坦经理部总经理，公司总经理助理。1996年，先后任中国地质工程集团公司副总经理，天津新技术产业园区管委会副主任（其间曾挂职任山东省德州市委常委、副市长）。
2002年6月，任天津新技术产业园区管委会副主任、党组成员（其间在北京大学经济学院进行博士后研究工作）。2006年3月，任天津市委新技术产业园区工委副书记，天津海泰控股集团有限公司党委书记、董事长、总经理。2007年7月，兼任天津市新技术产业园区管委会主任。2009年5月，任天津市委滨海新区工委副书记、滨海新区管委会副主任、党组副书记，加快滨海新区开发开放领导小组办公室主任，天津海泰控股集团有限公司党委书记、董事长、总经理。2010年1月，任中共滨海新区区委副书记，区政府区长、党组书记，加快滨海新区开发开放领导小组办公室主任，天津海泰控股集团有限公司党委书记、董事长。2013年1月，当选为天津市人民政府副市长，并继续担任天津市滨海新区区委副书记，区政府区长。2014年10月，任中共天津市委常委、滨海新区区委书记、区长。2015年1月，不再兼任滨海新区区长。2016年2月，因天津港“8·12” 瑞海公司危险品仓库特别重大火灾爆炸事故，“贯彻落实党的安全生产方针政策不到位，未认真按照‘党政同责、一岗双责’的要求，督促天津市滨海新区政府及有关职能部门履行安全生产监管职责，对上述问题负有重要领导责任”，而被给予党内严重警告处分。
2017年3月，任中共云南省委常委、云南省人民政府常务副省长、中共云南省委党校（云南行政学院）校长。2018年2月24日，当选为第十三届全国人大代表。
2022年1月，当选为云南省人大常委会副主任。